# رامي الحاج
رامي الحاج هو لاعب كرة قدم لبناني - سويدي في مركز الوسط، ولد في 17 سبتمبر 2001 في بيروت في لبنان. لعب مع نادي هيرنفين.

## وصلات خارجية
- رامي الحاج على موقع اتحاد السويد (السويدية)
- رامي الحاج على موقع قاعدة بيانات كرة القدم.إي يو (الإنجليزية)
- رامي الحاج على موقع Soccerway.com (الإنجليزية)